# Lista planetelor minore: 111001–112000
| Nume                                                | Denumire provizorie                                 | Data descoperirii                                   | Locul descoperirii                                  | Descoperitor(i)                                     |                                                     |                                                     |                                                     |                                                     |                                                     |                                                     |                                                     |                                                     |                                                     |                                                     |                                                     |                                                     |                                                     |                                                     |                                                     |                                                     |                                                     |                                                     |                                                     |                                                     |                                                     |                                                     |                                                     |                                                     |                                                     |                                                     |                                                     |                                                     |                                                     |                                                     |                                                     |                                                     |                                                     |                                                     |                                                     |                                                     |                                                     |                                                     |                                                     |                                                     |                                                     |                                                     |                                                     |                                                     |                                                     |
| 111001–111100 Lista planetelor minore/111001–111100 | 111001–111100 Lista planetelor minore/111001–111100 | 111001–111100 Lista planetelor minore/111001–111100 | 111001–111100 Lista planetelor minore/111001–111100 | 111001–111100 Lista planetelor minore/111001–111100 | 111101–111200 Lista planetelor minore/111101–111200 | 111101–111200 Lista planetelor minore/111101–111200 | 111101–111200 Lista planetelor minore/111101–111200 | 111101–111200 Lista planetelor minore/111101–111200 | 111101–111200 Lista planetelor minore/111101–111200 | 111201–111300 Lista planetelor minore/111201–111300 | 111201–111300 Lista planetelor minore/111201–111300 | 111201–111300 Lista planetelor minore/111201–111300 | 111201–111300 Lista planetelor minore/111201–111300 | 111201–111300 Lista planetelor minore/111201–111300 | 111301–111400 Lista planetelor minore/111301–111400 | 111301–111400 Lista planetelor minore/111301–111400 | 111301–111400 Lista planetelor minore/111301–111400 | 111301–111400 Lista planetelor minore/111301–111400 | 111301–111400 Lista planetelor minore/111301–111400 | 111401–111500 Lista planetelor minore/111401–111500 | 111401–111500 Lista planetelor minore/111401–111500 | 111401–111500 Lista planetelor minore/111401–111500 | 111401–111500 Lista planetelor minore/111401–111500 | 111401–111500 Lista planetelor minore/111401–111500 | 111501–111600 Lista planetelor minore/111501–111600 | 111501–111600 Lista planetelor minore/111501–111600 | 111501–111600 Lista planetelor minore/111501–111600 | 111501–111600 Lista planetelor minore/111501–111600 | 111501–111600 Lista planetelor minore/111501–111600 | 111601–111700 Lista planetelor minore/111601–111700 | 111601–111700 Lista planetelor minore/111601–111700 | 111601–111700 Lista planetelor minore/111601–111700 | 111601–111700 Lista planetelor minore/111601–111700 | 111601–111700 Lista planetelor minore/111601–111700 | 111701–111800 Lista planetelor minore/111701–111800 | 111701–111800 Lista planetelor minore/111701–111800 | 111701–111800 Lista planetelor minore/111701–111800 | 111701–111800 Lista planetelor minore/111701–111800 | 111701–111800 Lista planetelor minore/111701–111800 | 111801–111900 Lista planetelor minore/111801–111900 | 111801–111900 Lista planetelor minore/111801–111900 | 111801–111900 Lista planetelor minore/111801–111900 | 111801–111900 Lista planetelor minore/111801–111900 | 111801–111900 Lista planetelor minore/111801–111900 | 111901–112000 Lista planetelor minore/111901–112000 | 111901–112000 Lista planetelor minore/111901–112000 | 111901–112000 Lista planetelor minore/111901–112000 | 111901–112000 Lista planetelor minore/111901–112000 | 111901–112000 Lista planetelor minore/111901–112000 |
| --------------------------------------------------- | --------------------------------------------------- | --------------------------------------------------- | --------------------------------------------------- | --------------------------------------------------- | --------------------------------------------------- | --------------------------------------------------- | --------------------------------------------------- | --------------------------------------------------- | --------------------------------------------------- | --------------------------------------------------- | --------------------------------------------------- | --------------------------------------------------- | --------------------------------------------------- | --------------------------------------------------- | --------------------------------------------------- | --------------------------------------------------- | --------------------------------------------------- | --------------------------------------------------- | --------------------------------------------------- | --------------------------------------------------- | --------------------------------------------------- | --------------------------------------------------- | --------------------------------------------------- | --------------------------------------------------- | --------------------------------------------------- | --------------------------------------------------- | --------------------------------------------------- | --------------------------------------------------- | --------------------------------------------------- | --------------------------------------------------- | --------------------------------------------------- | --------------------------------------------------- | --------------------------------------------------- | --------------------------------------------------- | --------------------------------------------------- | --------------------------------------------------- | --------------------------------------------------- | --------------------------------------------------- | --------------------------------------------------- | --------------------------------------------------- | --------------------------------------------------- | --------------------------------------------------- | --------------------------------------------------- | --------------------------------------------------- | --------------------------------------------------- | --------------------------------------------------- | --------------------------------------------------- | --------------------------------------------------- | --------------------------------------------------- |

| Predecesor: 110001–111000 | Lista planetelor minore 111001–112000 Semnificații ale numelor: 111001–112000 | Succesor: 112001–113000 |